# Amoreira da Gândara
Amoreira da Gândara ist ein Ort und eine ehemalige Gemeinde in der Mittelregion von Portugal.

## Geschichte
Die Ortschaft entstand um das Landgut Quinta de Amoreira da Gândara herum, welches erstmals in einem Dokument vom 24. November 1495 der Nonnen des Klosters Santa Clara aus Coimbra erwähnt wird, denen das Gebiet unterstand. Erstmals offiziell erwähnt wird der heutige Ort in der Stadtrechtsurkunde von Sangalhos am 20. August 1514.
1928 wurde Amoreira da Gândara eine eigenständige Gemeinde, durch Ausgliederung aus der Gemeinde Sangalhos.
Im Zuge der Gebietsreform in Portugal 2013 wurden die Gemeinden Amoreira da Gândara, Paredes do Bairro und Ancas zur neuen Gemeinde Amoreira da Gândara, Paredes do Bairro e Ancas zusammengefasst.

## Verwaltung
Amoreira da Gândara war eine Gemeinde (Freguesia) im Kreis (Concelho) von Anadia, im Distrikt Aveiro. Die Gemeinde hatte 1056 Einwohner auf einer Fläche von 9,05 km² (Stand 30. Juni 2011).
Folgende Ortschaften liegen im Gebiet der ehemaligen Gemeinde:
- Amoreira da Gândara
- Portouro
- Madureira
- Madureirinha
- Ribeirinho
- Ribeiro da Gândara
- Relvada
- São Martinho

Mit der kommunalen Neuordnung am 29. September 2013 wurden die Gemeinden Amoreira da Gândara, Ancas und Paredes do Bairro zur neuen Gemeinde União das Freguesias de Amoreira da Gândara, Paredes do Bairro e Ancas zusammengefasst. Amoreira da Gândara ist Sitz der neuen Gemeinde.

## Wirtschaft
Die Gemeinde ist traditionell landwirtschaftlich geprägt, insbesondere der Weinbau ist zu nennen. Amoreira da Gândara wird zur portugiesischen Anbauregion der Bairrada gezählt.
Als bekanntestes Industrieunternehmen der Gemeinde dürfte der Motorradhelmhersteller Nexx gelten, dessen Helme insbesondere im Motorsport verbreitet sind.